# Parafia Wniebowzięcia Najświętszej Maryi Panny w Gieczu
Parafia Wniebowzięcia Najświętszej Maryi Panny w Gieczu – rzymskokatolicka parafia w Gieczu, należy do dekanatu kostrzyńskiego archidiecezji poznańskiej.
Została utworzona w XI wieku. Mieści się w przy ulicy Centralnej, w Dominowie. Do parafii należy kościół filialny św. Andrzeja Boboli w tej wsi. Parafię prowadzą księża diecezjalni.